# Моя малышка
«Моя малышка» (яп. 愛してるぜ ベイベ★★ айситэру дзэ бэйбэ, Aishiteru ze Baby) — романтическая сёдзё-манга, созданная Ёко Маки. Публиковалась издательством Shueisha в журнале Ribon с апреля 2002 по январь 2005 года. Было выпущено всего 5 томов. С апреля 2004 года компании TMS Entertainment и Animax выпустили по сюжету манги 26 серий аниме. Оно было лицензировано в России компанией CP Digital.
Сюжет повествует о подростке по имени Киппэй, который вынужден стать новой «нянькой» для своей пятилетней двоюродной сестры после того, как мать отказалась от неё.

## Сюжет
Школьный «плейбой» Киппей флиртует со всеми встречными девушками, не задумываясь о чувствах. Но его жизнь переворачивается, когда тётя отказывается от своей дочери, пятилетней Юдзу. Киппэю поручили заботиться о Юдзу, которой он должен стать новой «матерью». Парень познает тяготы материнства и при этом ухаживает за Кокоро, робкой девушкой из школы, которая также помогает в уходе за сестрой.

## Персонажи
- Киппэй Катакура (яп. 片倉 結平 Катакура Киппэй) — старшеклассник, хорошо известен своими привычками плейбоя. Однако в связи с дружелюбным характером очень популярен в школе. Поначалу не имеет представления, как воспитывать и заботиться о ребёнке. Потом начинает просыпаться каждое утро, чтобы приготовить завтрак Юдзу и отвезти в детский садик. Также ухаживает за одноклассницей Кокоро, считая её самой прекрасной девушкой на свете. К концу манги мать Юдзу забирает дочь обратно. Киппэй соглашается, несмотря на то, что он сильно привязался к малышке, потому что понимает, что не сможет заменить девочке мать. Сэйю: Дайсукэ Фудзита
- Юдзую «Юдзу» Сакасита (яп. 坂下 ゆずゆ Сакасита Юдзую) — 5-летняя девочка. Её отец умер, а мать впала в депрессию и уехала, оставив дочь у родственников. Присматривать за девочкой было некому, поэтому Юдзу оставили на попечении у Киппэя. Юдзу вскоре очень привязалась к нему. Когда Киппэй стал встречаться с Кокоро, девочка испугалась, что он больше не будет уделять ей внимания. Тем не менее, к концу истории Кокоро и Юдзу подружились. На протяжении всего сериала девочка страдает от того, что её бросила мать и надеется на то, что однажды она вернётся. К концу так сильно привязалась к Киппэю, что не хотела уходить от него. Сэйю: Мию Тсузурахара
- Кокоро Токунага (яп. 徳永 心 Токунага Кокоро) — одноклассница Киппэя. Производит впечатление гордой и самодостаточной одиночки, но на самом деле — очень нежная и ранимая девушка, с трудом переносящая своё одиночество. В раннем детстве лишилась матери, которую очень любила, и тяжело переживала потерю, поэтому замкнулась в себе. Её отец женился во второй раз и переехал со своей женой в другую квартиру, оставив Кокоро одну в роскошных апартаментах, полагая, что девушке будет лучше жить одной. Однако Кокоро, напротив, очень страдает в одиночестве. Киппэя поначалу игнорирует, очевидно, не принимая его слова и действия всерьёз, однако к концу истории влюбляется в него. Помогает Киппэю ухаживать за Юдзу. Сэйю: Фумина Хара
- Мисако Катакура (яп. 片倉 三沙子 Катакура Мисако) — мать Киппэя. Работает охранником в школе. Научила Киппэя делать онигири. Старшая сестра Мияко Сакаситы (матери Юдзую). Сэйю: Сидзука Окохира
- Рэйко Катакура (яп. 片倉 鈴子 Катакура Рэйко) — старшая и весёлая сестра Киппэя. Работает косметологом. Не может иметь детей. Она известна своими стильными нарядами. Сэйю: Кумико Эндо
- Мияко Сакасита (яп. 坂下 都 Сакасита Мияко) — мать Юдзу и тётя Киппэя. После смерти мужа впала в депрессию и отказалась от воспитания дочери. Будучи разлучённой с девочкой, беспокоилась за неё и винила себя за то, что не может воспитать Юдзую. Сэйю: Ти Хирано
- Сацуки Катакура (яп. 片倉 皐 Катакура Сацуки) — 12-летний брат Киппэя. Детей не любит, но хорошо ладит с Юдзу. Сэйю: Масами Судзуки

## Критика
Представитель сайта Anime News Network отметил, что сериал и персонажи получились неплохими, хоть и порой предсказуемыми, а также подчеркнул точность комментария главного героя, сравнивавшего происходящее с мыльной оперой. В целом, сериал получился очень милым, саундтрек очень к нему подходит. Обозреватель рекомендовал сериал для просмотра всем, кто любит аниме жанра повседневность.

## Аниме
| #  | Название | Дата трансляции  |
| -- | --- | ---------------- |
| 1  | Юдзу 5 лет! «Kanojo (Yuzu) wa go sai» (彼女(ゆず)は★5歳!)                                                      | 3 апреля 2004    |
| 2  | Рисовый шарик Юдзу! «Yuzu no Onigiri!» (ゆずのおにぎり!)                                                       | 10 апреля 2004   |
| 3  | Где мама? «Mama wa doko» (ママはどこ)                                                                          | 17 апреля 2004   |
| 4  | Мелки Юдзу «Yuzu no Kureyon» (ゆずのクレヨン)                                                                  | 24 апреля 2004   |
| 5  | Причина слёз «Namida no Riyū» (ナミダの理由)                                                                   | 8 мая 2004       |
| 6  | Прощай, жёлтая шляпка «Baibai Kiiroi Bōshi» (バイバイ黄色い帽子)                                               | 15 мая 2004      |
| 7  | 1,2, пуддинг! «Oitchi ni! Purin!» (おいっちに!プリン!)                                                         | 22 мая 2004      |
| 8  | Мистер Медведь и морковка, и папа и мама «Kuma-san to Ninjin to Papa to Mama» (クマさんとニンジンとパパとママ) | 29 мая 2004      |
| 9  | Одинокая Короко «Hitoribotchi Kokoro» (ひとりぼっちの心)                                                       | 5 июня 2004      |
| 10 | Ревность «Yakimochi» (やきもち)                                                                                | 12 июня 2004     |
| 11 | Юдзу, Кокоро и пельмени «Odango to Yuzu to Kokoro» (おだんごとゆずと心)                                        | 19 июня 2004     |
| 12 | Поручение Юдзу♪ «Yuzu no Otsukai ♪» (ゆずのおつかい♪)                                                          | 26 июня 2004     |
| 13 | Мама… «Mama...» (ママ...)                                                                                      | 3 июля 2004      |
| 14 | Сёта-кут из группы Черри Блоссом «Sakuragumi no Shōta-kun» (さくらぐみの翔太くん)                              | 10 июля 2004     |
| 15 | Старшая сестра идёт на родительское собрание! «Onee-sama Tankanbi ni Iku!» (おねぇさま参観日に行く!)           | 17 июля 2004     |
| 16 | Сё-тян, давай встретимся снова… «Shō-chan, Mata ne...» (しょーちゃん、またね...)                               | 24 июля 2004     |
| 17 | Бассейн, купальный костюм, я боюсь! «Pūru da, Mizugi da, Kowaimon» (プールだ、水着だ、こわいもん)              | 7 августа 2004   |
| 18 | Мики-тян с рыжими волосами «Akai Kami no Miki-chan» (赤い髪のミキちゃん)                                       | 14 августа 2004  |
| 19 | Давай погуляем по магистрали «Narande Arukō» (並んで歩こう)                                                    | 21 августа 2004  |
| 20 | Пошли домой! «Ouchi e kaerō yo» (おウチへかえろうよ)                                                           | 28 августа 2004  |
| 21 | Лето кончается… «Natsu no owari ni...» (夏のおわりに...)                                                       | 4 сентября 2004  |
| 22 | Когда я вырасту «Okkikunattara» (おっきくなったら)                                                             | 11 сентября 2004 |
| 23 | Коробки с ланчем «Obento ♥ futatsu» (おべんと♥ふたつ)                                                          | 17 сентября 2004 |
| 24 | Письмо любимого человека «Daisuki na Hito e no Tegami» (大スキな人への手紙)                                    | 25 сентября 2004 |
| 25 | Мамина пижама «Mama no Pajama» (ママのパジャマ)                                                                | 2 октября 2004   |
| 26 | Всех, всех люблю «Minna ★ Minna ★ Aishiteru» (みんな★みんな★愛してる)                                          | 9 октября 2004   |